# Luceoli
Luceoli es una antigua ciudad umbra, más tarde romana, situada a los pies del monte Catria, en los montes Luceolani, hoy Apeninos umbro-marcos. Los historiadores la identifican con la actual ciudad de Pontericciòli, en el territorio municipal de Cantiano.
Hay poca información sobre la antigua Luceoli; fue especialmente importante durante la época bizantina. Fue una de las ciudades protegidas del corredor que unía el Exarcado de Rávena con Roma. Es interesante destacar la continuidad de los asentamientos humanos en la zona, donde se han encontrado importantes vestigios del Neolítico y por donde pasaba la antigua Vía Flaminia.

## Historia
«Quidam Luceolum oppidum in Flaminia via, qua itur Eugubium a Longobardis dirutum, Canthiano oppido in eius ruinis extructo».
P. Dalechamp

Luceoli fue fundada por los umbros, un pueblo itálico que se cree que llegó a Italia en el II milenio a. C..
Tras la dominación de Ikuvium (siglos X a IV a. C.), que era una ciudad umbría, fue conquistada con toda seguridad, junto con el territorio que hoy constituyen las Marcas, por los romanos durante los siglos IV y III a. C. Gracias a la importancia y al desarrollo de la vía consular flaminia por la que era atravesada, Luceoli se convirtió en municipium romano en el siglo I a.C.
En los primeros siglos de la Era Vulgar, parece haber tenido un tamaño considerable y por ello adquirió una importancia particular, convirtiéndose en una plaza fuerte del Corredor Bizantino. De hecho, parece haber sido una civitas autónoma y sede episcopal durante algunos siglos. La primera atestación de la existencia de Luceoli se encuentra en el Liber Pontificalis, en el que se narra que al principio del pontificado de San Gregorio Magno (hacia el año 592), el exarca romano que regresaba de Roma camino de Rávena reconquistó algunas ciudades de la pentápolis que habían sido ocupadas unos años antes por los lombardos, entre ellas Luciolis. En efecto, como cuenta Pablo Diácono, en 620, durante el reinado de Heraclio, el exarca Eleuterio, que se había rebelado contra el emperador legítimo y se dirigía a Roma para ser coronado emperador de Occidente por el Papa, fue asesinado allí. Fue destruida: algunos dicen que en el siglo VI por los bizantinos de Narsés, porque se había puesto del lado de los ostrogodos de Totila en la guerra greco-gótica, otros que por los lombardos en el siglo VII o a finales del VI. De hecho, al encontrarla repetidamente mencionada en siglos posteriores, se cree que la ciudad sufrió varias destrucciones y reconstrucciones relacionadas. Así restaurada tras la destrucción bizantina y lombarda, fue finalmente arrasada en 1137 por el emperador Lotario II, quien, descendiendo a Italia con un fuerte ejército, sometió y destruyó las ciudades italianas rebeldes, incluida Luceoli. Los luceolanos supervivientes, liderados por el noble Theano, encontraron refugio en la loma fortificada anteriormente por los Gabrielli -una antigua familia feudal de Gubbio- y situada al norte de la ciudad, dando así origen al actual Cantiano.
Su vasto territorio se unió entonces al de Gubbio y su diócesis se extinguió en beneficio de la cercana sede episcopal de Gubbio. Los mapas de los archivos de Fonte Avellana muestran que, en el momento de su fundación (hacia 980), la citada ermita estaba adscrita al territorio de Luceoli.
Durante el siglo X, el feudo de Luceoli fue donado por el papa Esteban VII a Cante Gabrielli, protospatrón de Alberico II de Espoleto, como recompensa por liberarle de la opresión de Hugo de Arlés; la ciudad pasó así a llamarse Cantiano (de Cante). Más tarde, el emperador Otón I de Sajonia confirmó también Luceoli a la familia Gabrielli, convirtiéndose así en su posesión feudal definitiva.
Luceoli fue el lugar de nacimiento de Santo Domingo Loricato (995 - 1060), monje y ermitaño de Fonte Avellana, según nos cuenta San Pier Damiani, que escribió su vida.
Hasta 1850 eran visibles unas ruinas cerca del puente Rizzòli o Ricciòli (de Pons Luceoli), a unos tres kilómetros de Cantiano, y las ruinas de un antiguo templo dedicado a Júpiter.